# Carl Wölfel (Baumeister)
Johann Carl Wölfel (auch Karl Wölfel, geboren am 26. April 1833 in Helmbrechts; gestorben am 26. November 1893 in Bayreuth) war ein deutscher Baumeister und Ziegelfabrikant.

## Leben

Haus Opernstraße 22 (Ecke Wölfelstraße), am 11. April 1945 bei einem Bombenangriff zerstört

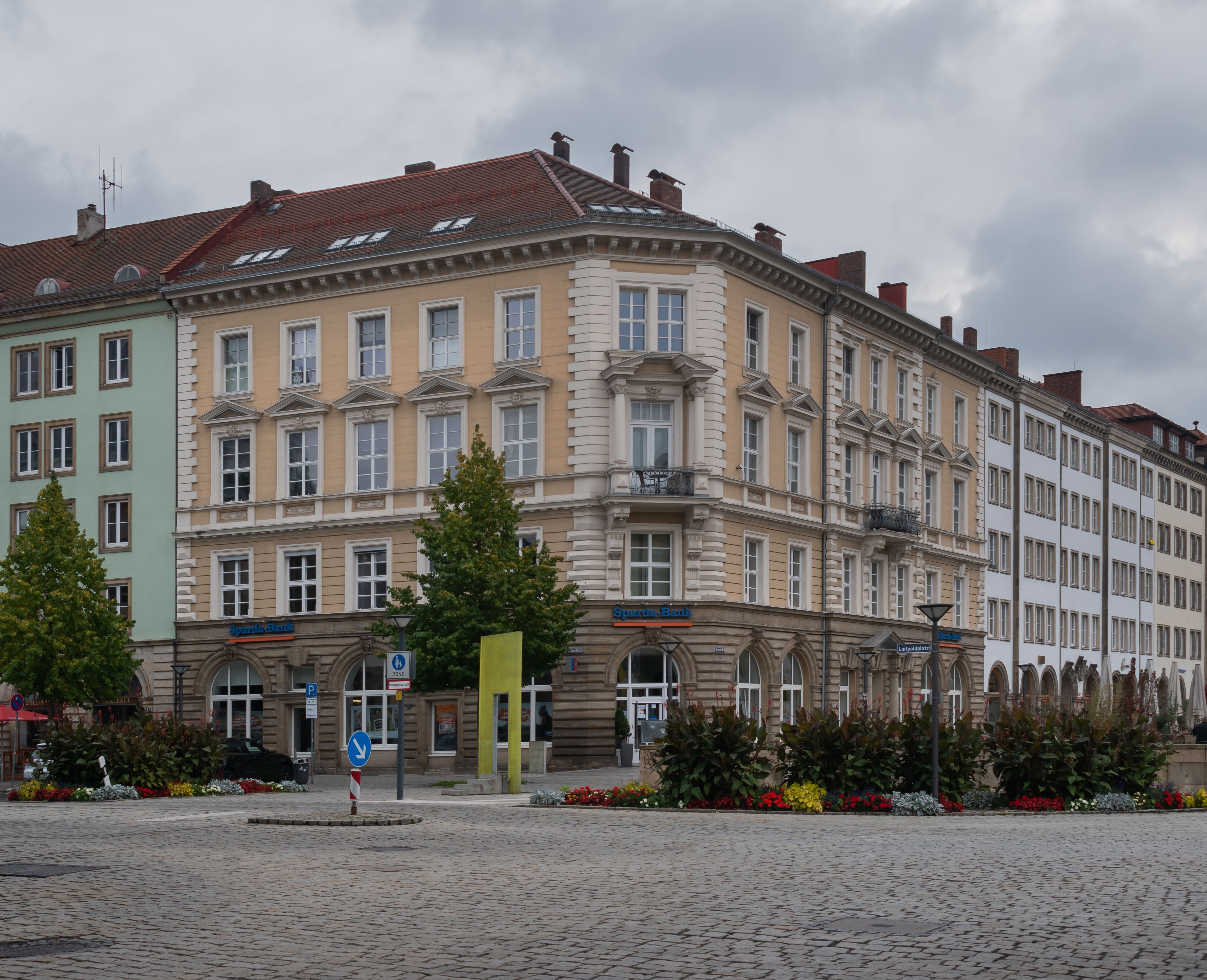
Eckhaus Luitpoldplatz 2, eines der wenigen im Zweiten Weltkrieg unzerstört gebliebenen Gebäude der „Wölfelsbauten“

Johann Carl Wölfel wurde als Sohn des Maurermeisters Heinrich Martin Wölfel in Helmbrechts geboren. Nach dem Besuch der Werktagsschule begann er 1846 eine Lehre als Maurer, Steinhauer und Tüncher, die er 1849 mit seiner Gesellenprüfung mit gutem Erfolg beendete. Seine an die Lehrzeit anschließenden Wanderjahre verbrachte er bei verschiedenen Ämtern.
Ab 1854 arbeitete Carl Wölfel bei der Kreisbaubehörde in Bayreuth, wobei er sich vorwiegend mit der Ausarbeitung von Entwürfen zu Staatsneubauten, Kirchen und Schulen beschäftigte. 1856 legte er bei der Königlichen Obersten Baubehörde in München die Prüfung als Bewerber um eine Maurermeister-Konzession mit „sehr gut befähigt“ ab; die Meisterkonzession wurde ihm daher 1856 zugestanden. Als „Civilarchitect“ ersuchte Wölfel 1856 den Bayreuther Magistrat um eine Konzession, sich in Bayreuth als Maurermeister niederzulassen.
Anfang der 1860er Jahre baute Wölfel auf eigene Rechnung Häuser in der Bayreuther Dammallee, am Rennweg (seit 1885: Richard-Wagner-Straße) und in der Tunnelstraße. Ende September 1872 bezog Richard Wagner mit seiner Familie für ca. eineinhalb Jahre eine Wohnung in dem Wölfel gehörenden Haus Dammallee 7.
1861 errichtete Wölfel eine Ziegelei am Westrand des Bayreuther Stadtteils Altstadt; eine weitere Ziegelei mit einem modernen Hoffmannschen Ringofen und einer Dampfmaschine kam dort 1872 hinzu. Sie wurden nach Wölfels Tod von dessen Söhnen unter dem Namen „Gebr. Wölfel, Dampfziegelei“ weiterbetrieben, erhielten einen Gleisanschluss an die 1904 eröffneten Bahnstrecke Bayreuth–Hollfeld und produzierten bis 1970.
Im Jahr 1875 legte Wölfel erste Pläne für die Bebauung der „Herrenwiese“ nördlich der Opernstraße vor. 1879 ließ er als Bauträger er das viergeschossige Eckhaus zum Luitpoldplatz errichten, 1887 jenes zur 1894 auf seine Anregung hin gebauten Wölfelstraße und in den Jahren dazwischen die Gebäude Opernstraße 24 und 26. Die prunkvoll gestaltete Blockbebauung im wilhelminischen Stil („Wölfelsbauten“) beiderseits der Alexanderstraße nahm unter anderem die Geschäfte Kurzmann (Opernstraße 22) und Reinauer (Eckhaus Luitpoldplatz 2) auf, die beide jüdische Inhaber hatten.

## Bauwerke
- Haus Wahnfried in Bayreuth (1872–1874)[4]
- Belvedere in Bayreuth-Meyernberg (1873)
- Siegesturm in Bayreuth (1874)
- Justizpalast in Bayreuth[5]
- „Wölfelsbauten“ beiderseits der Alexanderstraße, im Zweiten Weltkrieg am 11. April 1945 bei einem Bombenangriff weitgehend zerstört